# Puig de Valldevià
El Puig de Valldevià és una muntanya de 165 metres que es troba a tocar del nucli de Valldevià, al municipi de Vilopriu, a la comarca catalana del Baix Empordà.
Al cim podem trobar-hi un vèrtex geodèsic (referència 309091001).